# Olegyl
Olegyl är en sjö i Osby kommun i Skåne och ingår i Skräbeåns huvudavrinningsområde.